# Where the Forest Ends
Where the Forest Ends é um filme mudo norte-americano de 1915, do gênero drama, dirigido por Joe De Grasse e estrelando por Lon Chaney. O filme é agora considerado perdido.

## Elenco
- Pauline Bush - Rose
- Lon Chaney - Paul Rouchelle
- William C. Dowlan - Jack Norton
- Joe De Grasse - Jordan